# 深夜電力
深夜電力（しんやでんりょく）は、夜間などの電力消費の少ない時間帯に、積極的に電力を利用してもらう為の仕組で電力需要の少ない深夜は電気料金を割り引く制度である。

## 概要
原子力発電は電力需要に合わせた出力調整が難しく、また最大出力で運転することが効率の点からも好ましい。そのために、原子力発電は常に運転する事がのぞましい。一般的に、電力の需要は人々が就寝する夜間は少なくなるため、電力が余剰になる。揚水発電などによってこれを吸収できるが大規模な設備が必要になってしまう。電力に価格差を付け需要が少ない時には価格を下げる。これが深夜電力である。

### 用途
- 電気蓄熱暖房機
- 電気温水器
- 電気式融雪
- 氷蓄熱エアコン（エコアイス等）